# Ana Nikolic
Ana Nikolic es una cantante pop serbia, nacida el 27 de septiembre de 1978 en Jagodina, Yugoslavia.

## Biografía
Su primer álbum fue "Januar"(enero), que fue lanzado en 2003 bajo el sello discográfico, City Records, con el cual la cantante ha estado trabajando desde entonces. Las dos canciones más conocidas de ese disco eran "Atina" y "Ako Ikad Ostarim", que pronto se convirtió en un éxito del pop/folk en Serbia. En 2006, Ana intentó representar a Serbia y Montenegro en el Festival de la Canción de Eurovisión, con la canción "Romale, romali", consiguiendo un 5º puesto en la final del Beovizija con 46 puntos. En 2007, Ana, lanzó otro disco llamado Devojka od Cokolade.
En el año 2009, volvió al Beovizija con la canción "Bili Smo Najlepsi" consiguiendo su pase a la final. Debido a un fallo técnico, en un primer momento se anunció que Ana no esará en la final, pero finalmente, el día después de la semifinal se anunció que Ana y otra artista si estarían en la final. El año siguiente, la cantante publicó su tercer disco titulado Maffia Kaffe.
Después de tres años de silencio discográfico, en el año 2013, la cantante volvió de nuevo a la actividad musical publicando su cuarto disco de estudio titulado Milion Dolara.

## Discografía
- 2003: Januar
- 2007: Devojka od čokolade
- 2010: Maffia Kaffe
- 2013: Milion dolara